# یورگن هینگسن
یورگن هینگسن (آلمانی: Jürgen Hingsen؛ زادهٔ ۲۵ ژانویه ۱۹۵۸) ورزشکار دهگانه اهل آلمان است.
وی در مسابقات کشوری و بین‌المللی در مجموع برندهٔ ۲ مدال نقره شده‌است.